# گوژپشت نتردام (فیلم ۱۹۱۱)
گوژپشت نتردام (انگلیسی: The Hunchback of Notre Dame) فیلمی است که در سال ۱۹۱۱ منتشر شد. از بازیگران آن می‌توان به رنه الکساندر اشاره کرد.